# FIBA Américas
La FIBA Américas (Confederación Panamericana de Baloncesto) fundada el 11 de octubre de 1975 es la confederación de asociaciones nacionales de baloncesto en América. Es el máximo organismo de este deporte en el continente y es una de las cinco confederaciones continentales pertenecientes a la Federación Internacional de Baloncesto.
FIBA Américas está integrada por 42 países miembros, que están divididos en 4 zonas regionales:
- Norteamérica: 2 miembros
- Centroamérica (COCABA): 8 miembros
- Sudamérica (CONSUBASQUET): 9 miembros
- Caribe (CBC): 23 miembros

## Historia

### Primeros pasos
En los años 1972 y 1973, el entonces secretario general de la FIBA, William Jones y José Claudio Dos Reís, dirigente del baloncesto en Brasil mantuvieron una serie de conversaciones, en la cual el dirigente brasileño manifestó la intención de algunos delegados de las federaciones nacionales de Sudamérica de crear un organismo regional para el continente americano con una oficina permanente.
El 11 de julio de 1974, durante la realización del séptimo campeonato de baloncesto en Puerto Rico, se reunieron los delegados de las tres zonas de América: Norte, Centro y Sur. La reunión se realizó para discutir la formación del equipo americano que debía competir contra su par europeo y la organización del primer torneo interamericano juvenil a manos de la Confederación Brasileña de Básquetbol.
En dicha cita se encontraban presentes: Diana Paola Moreno, secretaria adjunta de FIBA para Latinoamérica, Frank H. Spechalske, secretario adjunto de FIBA para Norteamérica y dirigentes de Brasil, Puerto Rico, Uruguay, Argentina, Estados Unidos, Ecuador, Canadá, México, Panamá, Cuba, República Dominicana, Venezuela, Perú, Colombia y El Salvador. La reunión se llevó a cabo en un ambiente de cordialidad, colaboración y comprensión, aceptándose por unanimidad la realización de una nueva reunión en la Federación Paulista.
Considerándose lo acordado por el Congreso de Sudamérica, realizado en Bolivia en 1974 y teniendo en cuenta lo que especifica el artículo 37 de los estatutos de la FIBA, los días 4 y 5 de mayo de 1975 se reunieron en Sāo Paulo, Brasil, los secretarios generales de las asociaciones de basketball del hemisferio oeste en una asamblea de carácter consultivo. Estaban presentes los representantes de las tres zonas de América.
Borislav Stanković, el nuevo Secretario General de la FIBA, presidió la reunión. Afirmó que la intención de la misma era elaborar una estructura para crear una organización que incluyera las tres Américas y establecer una oficina regional a cargo de un Secretario General. En la sesión del 4 de mayo fue nombrada una comisión integrada por el presidente y Secretario de la Zona de Sudamérica, el presidente y Secretario de la Zona de Centroamérica y el Caribe, un Delegado de los Estados Unidos, un Delegado de Canadá y los dos Secretarios Adjuntos de la FIBA para América. Esta comisión presentó al día siguiente una propuesta de una estructura para la nueva organización, la cual fue aprobada, quedando encargada dicha comisión de preparar los reglamentos de la nueva organización. Se nombró a Eduardo Airaldi Rivarola, Secretario Ejecutivo Honorario, en quien recayó la responsabilidad de organizar la Asamblea General que se había fijado para el 12 de octubre de 1975 en la Ciudad de México.

### Fundación de FIBA Américas
La reunión pactada en Sāo Paulo, fue adelantada un día y se realizó según lo acordado en el Auditorio del Centro Deportivo Olímpico Mexicano, reuniéndose en Asamblea General los delegados de las Federaciones Nacionales de Baloncesto.
Boris Stankovic, Secretario General de la FIBA, se refirió a la comisión nombrada en Brasil con el fin de preparar un proyecto de estatutos que definiese la organización que tendría el baloncesto americano.
En dicha reunión se encontraban los siguientes países representados por sus delegados: Chile, Brasil, Perú, Colombia, Estados Unidos, República Dominicana, Cuba, Puerto Rico, México, Canadá, El Salvador, Uruguay, Venezuela, Islas Vírgenes, Argentina, Guatemala, Bahamas, Barbados, Panamá; e Ibrahim Pérez, Secretario de la C. de Zona Centroamericana y del Caribe y Ursula Frank, secretaria administrativa de la FIBA.
Se leyeron los 25 Artículos que componen el Estatuto de la Confederación Panamericana de Baloncesto (FIBA Américas), que una vez aprobados dieron paso a la fundación de la Organización Continental el 11 de octubre de 1975.

## Zonas

Zonas de la FIBA Américas.

| País                                 | Federación                                               | Selección                 |
| Sudamérica (CONSUBASQUET)            | Sudamérica (CONSUBASQUET)                                | Sudamérica (CONSUBASQUET) |
| ------------------------------------ | -------------------------------------------------------- | ------------------------- |
| Argentina                            | Confederación Argentina de Básquetbol                    | Masculina Femenina        |
| Bolivia                              | Federación Boliviana de Básquetbol                       | Masculina Femenina        |
| Brasil                               | Confederación Brasileña de Basketball                    | Masculina Femenina        |
| Chile                                | Federación de Básquetbol de Chile                        | Masculina Femenina        |
| Colombia                             | Federación Colombiana de Baloncesto                      | Masculina Femenina        |
| Ecuador                              | Federación Ecuatoriana de Básquetbol                     | Masculina Femenina        |
| Paraguay                             | Confederación Paraguaya de Básquetbol                    | Masculina Femenina        |
| Uruguay                              | Federación Uruguaya de Basketball                        | Masculina Femenina        |
| Venezuela                            | Federación Venezolana de Baloncesto                      | Masculina Femenina        |
| Centroamérica (COCABA)               |                                                          |                           |
| Belice                               | Belize National Basketball Association                   | Masculina Femenina        |
| Costa Rica                           | Federación Costarricense de Baloncesto Aficionado        | Masculina Femenina        |
| El Salvador                          | Federación Salvadoreña de Baloncesto                     | Masculina Femenina        |
| Guatemala                            | Federación Nacional de Baloncesto de Guatemala           | Masculina Femenina        |
| Honduras                             | Federación Nacional de Baloncesto de Honduras            | Masculina Femenina        |
| México*¹                             | Asociación Deportiva Mexicana de Básquetbol              | Masculina Femenina        |
| Nicaragua                            | Federación Nicaragüense de Baloncesto                    | Masculina Femenina        |
| Panamá                               | Federación Panameña de Baloncesto                        | Masculina Femenina        |
| Caribe (CBC)                         |                                                          |                           |
| Antigua y Barbuda                    | Asociación de Baloncesto Aficionado de Antigua y Barbuda | Masculina Femenina        |
| Aruba                                | Aruba Basketball Bond                                    | Masculina Femenina        |
| Bahamas                              | Bahamas Basketball Federation                            | Masculina Femenina        |
| Barbados                             | Barbados Amateur Basketball Association                  | Masculina Femenina        |
| Bermudas*²                           | Bermuda Basketball Association                           | Masculina Femenina        |
| Cuba                                 | Federación Cubana de Baloncesto                          | Masculina Femenina        |
| Dominica                             | Dominica Amateur Basketball Association                  | Masculina Femenina        |
| Granada                              | Grenada National Basketball Association                  | Masculina Femenina        |
| Guyana*³                             | Guyana Amateur Basketball Federation                     | Masculina Femenina        |
| Haití                                |                                                          | Masculina Femenina        |
| Islas Caimán                         | Cayman Islands Basketball Association                    | Masculina Femenina        |
| Islas Turcas y Caicos                | Turks and Caicos Islands National Basketball             | Masculina Femenina        |
| Islas Vírgenes Británicas            | British Virgin Islands Amateur Basketball Federation     | Masculina Femenina        |
| Islas Vírgenes de los Estados Unidos | Virgin Islands Basketball Federation                     | Masculina Femenina        |
| Jamaica                              | Jamaica Basketball Association                           | Masculina Femenina        |
| Montserrat                           | Montserrat Amateur Basketball Association                | Masculina Femenina        |
| Puerto Rico                          | Federación de Baloncesto de Puerto Rico                  | Masculina Femenina        |
| República Dominicana                 | Federación Dominicana de Baloncesto                      | Masculina Femenina        |
| San Vicente y las Granadinas         | St. Vincent and the Grenadines Basketball Association    | Masculina Femenina        |
| San Cristóbal y Nieves               |                                                          | Masculina Femenina        |
| Santa Lucía                          | St. Lucia Basketball Federation                          | Masculina Femenina        |
| Surinam*³                            | Surinaamse Basketbal Associatie                          | Masculina Femenina        |
| Trinidad y Tobago                    | National Basketball Federation of Trinidad and Tobago    | Masculina Femenina        |
| Norteamérica                         |                                                          |                           |
| Canadá                               | Canada Basketball                                        | Masculina Femenina        |
| Estados Unidos                       | USA Basketball                                           | Masculina Femenina        |

-*¹  México geográficamente de Norteamérica, miembro afiliado a COCABA (zona Centroamérica).
-*²  Bermudas geográficamente de Norteamérica, miembro afiliado a CBC (zona Caribe).
-*³  Surinam y  Guyana geográficamente de Sudamérica, miembros afiliados a CBC (zona Caribe).

## Competiciones

### Selecciones nacionales
| Competiciones masculinas                        | Competiciones masculinas | Competiciones masculinas |
| Torneo                                          | Último torneo            | Campeón vigente          |
| ----------------------------------------------- | ------------------------ | ------------------------ |
| Continental                                     |                          |                          |
| FIBA AmeriCup                                   | Recife 2022              | Argentina                |
| Regional                                        |                          |                          |
| Campeonato Sudamericano FIBA (descontinuado)    | Caracas 2016             | Venezuela                |
| Centrobasket FIBA (descontinuado)               | Ciudad de Panamá 2016    | Puerto Rico              |
| Campeonato COCABA FIBA (descontinuado)          | San José 2015            | Panamá                   |
| Campeonato CBC FIBA (descontinuado)             | Paramaribo 2018          | Guyana                   |
| Juvenil continental                             |                          |                          |
| Campeonato FIBA Américas Sub-20 (descontinuado) | Halifax 2004             | Estados Unidos           |
| FIBA AmeriCup Sub-18                            | Buenos Aires 2024        | Estados Unidos           |
| FIBA AmeriCup Sub-16                            | Juárez 2025              | Estados Unidos           |
| Juvenil regional                                |                          |                          |
| Campeonato Sudamericano Sub-17                  | Valledupar 2023          | Argentina                |
| Campeonato Sudamericano Sub-15                  | Pasaje 2024              | Venezuela                |

| Competiciones femeninas                                  | Competiciones femeninas | Competiciones femeninas |
| Torneo                                                   | Último torneo           | Campeón vigente         |
| -------------------------------------------------------- | ----------------------- | ----------------------- |
| Continental                                              |                         |                         |
| FIBA AmeriCup Femenina                                   | Santiago de Chile 2025  | Estados Unidos          |
| Regional                                                 |                         |                         |
| Campeonato Sudamericano FIBA Femenino                    | Santiago 2024           | Argentina               |
| Centrobasket FIBA Femenino                               | Irapuato 2024           | Puerto Rico             |
| Campeonato COCABA FIBA Femenino                          | San Salvador 2023       | El Salvador             |
| Campeonato CBC FIBA Femenino                             | La Habana 2022          | Cuba                    |
| Juvenil continental                                      |                         |                         |
| Campeonato FIBA Américas Femenino Sub-20 (descontinuado) | Ciudad de México 2006   | Estados Unidos          |
| FIBA AmeriCup Femenina Sub-18                            | Bucaramanga 2024        | Estados Unidos          |
| FIBA AmeriCup Femenina Sub-16                            | Irapuato 2025           | Estados Unidos          |
| Juvenil regional                                         |                         |                         |
| Campeonato Sudamericano de Baloncesto Femenino Sub-17    | Bucaramanga 2023        | Brasil                  |
| Campeonato Sudamericano Femenino Sub-15                  | Barquisimeto 2024       | Venezuela               |

### Clubes
| Competiciones masculinas                                                         | Competiciones masculinas | Competiciones masculinas |
| Torneo                                                                           | Último torneo            | Campeón vigente          |
| -------------------------------------------------------------------------------- | ------------------------ | ------------------------ |
| Intercontinental                                                                 |                          |                          |
| Copa Intercontinental FIBA (Liga de Campeones Américas/Liga de Campeones Europa) | Singapur 2024            | C.B. Málaga              |
| Continental                                                                      |                          |                          |
| Liga de Campeones de Baloncesto de las Américas                                  | Temporada 2024-25        | C. R. Flamengo           |
| Regional                                                                         |                          |                          |
| Liga Sudamericana de Baloncesto                                                  | Temporada 2024           | Nacional                 |

Descontinuados
| Campeonato Panamericano de Clubes              | Montevideo 2000   | Estudiantes (O)  |
| Liga de las Américas                           | Buenos Aires 2019 | C.A. San Lorenzo |
| Campeonato Sudamericano de Clubes Campeones    | Guayaquil 2008    | Club Biguá       |
| Campeonato Centroamericano de Clubes Campeones | Managua 2018      | Real Estelí      |

| Competiciones femeninas                     | Competiciones femeninas | Competiciones femeninas |
| Torneo                                      | Último torneo           | Campeón vigente         |
| ------------------------------------------- | ----------------------- | ----------------------- |
| Continental                                 |                         |                         |
| Liga Femenina de Baloncesto de las Américas | Medellín 2024           | Indeportes Antioquia    |
| Regional                                    |                         |                         |
| Liga Sudamericana de Baloncesto Femenino    | Luque 2024              | SESI Araraquara         |

## Ligas nacionales

### Masculinas
| Masculinas                                 | Masculinas                | Masculinas             |
| Liga                                       | Campeón vigente           | Temporada más reciente |
| ------------------------------------------ | ------------------------- | ---------------------- |
| Liga Nacional de Básquet                   | Boca Juniors              | 2024-25                |
| Liga Boliviana de Básquetbol               | Nacional Potosí           | 2024                   |
| Novo Basquete Brasil                       | Franca                    | 2024-25                |
| National Basketball League of Canada       | London Lightning          | 2023                   |
| Liga Nacional de Básquetbol                | Colegio Los Leones        | 2025                   |
| Liga Profesional de Baloncesto de Colombia | Paisas de Medellín        | 2025-I                 |
| Liga de Baloncesto Superior de Costa Rica  | Escazu                    | 2025                   |
| Liga Superior de Baloncesto de Cuba        | Ciego de Ávila            | 2022                   |
| Liga Ecuatoriana de Baloncesto             | Tungurahua                | 2023                   |
| National Basketball Association            | Oklahoma City Thunder     | 2024-25                |
| Liga Nacional de Baloncesto Profesional    | Diablos Rojos del México  | 2024                   |
| Liga Panameña de Baloncesto                | Correcaminos de Colón     | 2021                   |
| Liga Nacional de Básquetbol                | Deportivo San José        | 2024                   |
| Baloncesto Superior Nacional               | Vaqueros de Bayamón       | 2025                   |
| Liga Nacional de Baloncesto                | Titanes del Sur           | 2025                   |
| Liga Uruguaya de Básquetbol                | Nacional                  | 2024-25                |
| Superliga Profesional de Baloncesto        | Gladiadores de Anzoátegui | 2024                   |

### Femeninas
| Femeninas                                                                                       | Femeninas                                | Femeninas              |
| Liga                                                                                            | Campeón vigente                          | Temporada más reciente |
| ----------------------------------------------------------------------------------------------- | ---------------------------------------- | ---------------------- |
| Liga Femenina de Básquetbol                                                                     | Club Deportivo Berazategui               | 2022-23                |
| Libobásquet Femenino                                                                            | San Simón de Cochabamba                  | 2022                   |
| Liga Nacional Femenina de Básquetbol                                                            | Sportiva Italiana                        | 2025                   |
| Liga Superior Femenina de Baloncesto                                                            | Hormigas Inder Santander                 | 2022                   |
| Liga Ecuatoriana de Baloncesto Femenino                                                         | Sin información                          | 2023                   |
| Women's National Basketball Association                                                         | Las Vegas Aces                           | 2022                   |
| Liga Mexicana de Baloncesto Profesional Femenil Liga Nacional de Baloncesto Profesional Femenil | Teporacas de Chihuahua Astros de Jalisco | 2023 2022              |
| Liga Nacional de Básquetbol Femenino                                                            | Félix Pérez Cardozo                      | 2023                   |